# Robb White
Robb White (ur. 20 czerwca 1909 w Baguio na Filipinach, zm. 24 listopada 1990 w  Santa Barbara) – amerykański pisarz, autor scenariuszy telewizyjnych i powieści przygodowych.
Większość książek Robba White’a miała charakter marynistyczny, często ich akcja dzieje się w marynarce wojennej na Pacyfiku podczas II wojny światowej. Pisarz był najbardziej znany z powieści dla młodzieży, choć był również popularny wśród dorosłych. Nakład prawie wszystkich jego książek został wyczerpany. Autor ma oddanych czytelników, z których wielu poznało go dzięki niedrogim wydaniom w miękkiej oprawie dostępnym w amerykańskich szkołach w połowie XX w.

## Ekranizacje
- 1958 Virgin Island[2]
- 1959 Up Periscope[3]
- 1974 Savages[4]
- 2015 Pojedynek na pustyni[5]